# 超智能足球
超智能足球是一部由深圳市方块动漫画文化发展有限公司制作，有关足球竞赛与未来科技的励志动画。

## 剧情简介
科技高速发展的21世纪，只有手掌般大小，却集最先进科技于一身的人工智能足球机器人——GGO迅速在世界各地流行开来。故事的主人公高迅，意外得到由父亲高文博士发明的第七代GGO潜龙，于是与朋友们——简·奥尼、花王、肥宝、猫猫组成球队“赤足队”，带领六个超智能球员（潜龙、核能、流星、疾电、铁甲、影眼）参加GGO大赛。实际上，他也暗地背负高文博士的期望，决定将潜龙带入世界大赛总决赛，以破解一个大阴谋…

## 登場人物

### 赤足队
高迅 ；配音：張振熙潛龍的主人,高文的兒子,因為高文與他離別而不再玩超智能足球,後來為了證明自己的實力而參加全國大賽
花王 ；配音：姜嘉蕾流星的主人,與肥宝是好朋友
肥宝；配音：方榮基
猫猫；配音：鄭家蕙

### 超智能足球全国大赛领队
简·奥尼；配音：杜景煜
艾姆
楊聰
连城
聂天高
聂小华
杨文
杨武
杨英
杨杰
威廉
威利
卓凤
卓龙
古勒上将
保罗少校
基荣少校
烈巴男爵
010(霍雷特)
13
66
91

### 超智能足球反派
史坦尼亞
卡先生
卓龍

### 超智能足球世界級玩家
蘇菲；配音：石梓晴
苏珊娜
拉哥达
拉毕达
卡洛斯
夢露
艾殊利
恩尼斯
度高尔
连士
马图斯
尼爾遜
巴菲斯
迪美奥
里奥
加度

### 其他
高文
高鈴
波叔
格蘭治

### 球队球员列表
赤足队：潜龙 流星 疾电 铁甲 核能 影眼 战盾（亚洲赛加入）黑帝（活化挑战赛加入）破坏（活化挑战赛加入）圣太保（活化挑战赛加入）冰封（战区擂台赛退出）岩石（战区擂台赛退出）
柏亚斯队：核能 眼镜蛇 滑翔 野马 影眼
一清队：雷霆 天网 旋风 迅雷 反射
大黄蜂队：冲锋 破锋 冷锋 刺针 蜂巢
神盾队：空中霸王 破裂 御军 截击 战盾 封阻
魔法幻影闪闪队：火石 火花 轰炸 毁坏 巫师
飞轮队：渗透 复刻 猎鹰 战斧 铁面
军狼队：重炮 司令 鱼雷 导弹 雷达
恶魔之名队：黑帝 歼灭 爆破 破坏 盖世太保（圣太保）
森巴队：无极 圣极龙 飞沙 钢铁 龙卷
三狮队：穿云箭 城堡 新月 狮吼 金汤 黑帝（世界赛加入）破坏（世界赛加入）圣太保（世界赛加入）
探戈队：核心 尖刀 恕剑 藤蔓 荆棘
飞鸟队：隼 天火 凤凰 鹰爪 铁羽
多哈哥队：青石 汉雷 电极 火焰 冻结
修罗门队：复刻 克隆流星 克隆铁甲 克隆疾电 克隆核能 克隆战盾 克隆影眼
心跳队：脉搏 脉冲 赫兹 速率 心率 频率
威尼斯队：舵手 转向 漂移 摇动 划桨
斗牛队：扩音 贝斯 混合 咆哮 鼓动
蛇蝎队：毒刺 毒牙 巨蟒 响尾蛇 黑寡妇
银河队：宇宙 黑洞 粒子 太阳系 星尘
活化队：活化潜龙 活化复刻（卡）活化核心 活化隼 活化毒牙 活化鼓动 活化穿云箭 活化城堡 活化舵手 活化宇宙 活化金汤 活化无极 活化钢铁 活化脉搏 活化龙卷

## 樂曲

### 片頭曲
「超智能足球」
- 演唱／作曲／編曲：果味VC
- 作詞：果味VC、劉偉康

### 香港區片頭曲
「Let's Goal （页面存档备份，存于）」
- 演唱：ToNick
- 作曲：Siugwai@ToNick
- 編曲：ToNick/Jimmy Fung
- 作詞：恆仔@ToNick/薑檸樂/果味VC

## 提名及獎項

### 觀眾在民間電視大奬2018
| 獎項             | 單位                 | 結果 |
| ---------------- | -------------------- | ---- |
| 民選最佳電視歌曲 | ToNick《Let's Goal》 | 提名 |

### 播放電視台
| ViuTV 星期一至五 16:00-16:30 節目                                          | ViuTV 星期一至五 16:00-16:30 節目                     | ViuTV 星期一至五 16:00-16:30 節目 |
| -------------------------------------------------------------------------- | ----------------------------------------------------- | --------------------------------- |
|                                                                            | 超智能足球 第1-2季 （2018年3月30日－8月22日）         |                                   |
| 100%帕斯卡老師 （16:00-16:15）地底小靈精 （16:15-16:30）                   | 恰恰特快車                                            |                                   |
| ViuTV 星期日 10:30-11:00 節目 8月2日、8月9日、8月23日、9月6日、9月13日停播 |                                                       |                                   |
| 寶石戰士Steven 重播                                                        | 超智能足球 第2季 重播 （2020年5月3日－2021年5月30日） | 爆釣王                            |

| 澳廣視澳視澳門 星期一至五 17:00-17:25 | 澳廣視澳視澳門 星期一至五 17:00-17:25              | 澳廣視澳視澳門 星期一至五 17:00-17:25 |
| ------------------------------------- | -------------------------------------------------- | ------------------------------------- |
|                                       | 超智能足球 第1季 （2017年12月28日－2018年3月29日） |                                       |
| 中國熊貓系列二                        | 乒乓旋風                                           |                                       |
| 澳廣視澳視澳門 星期一至五 16:30-16:55 |                                                    |                                       |
| 綠 · 惜家園                           | 超智能足球 第2季 （2018年6月11日－8月27日）        | 極速之星                              |